# فرودگاه کوچی
فرودگاه کوچی  (به انگلیسی: Kōchi Airport) یک فرودگاه همگانی با کد یاتا KCZ است که یک باند فرود آسفالت بتن دارد و طول باند آن ۲۵۰۰ متر است. این فرودگاه در شهر نانکوکو، کوچی کشور ژاپن قرار دارد .

## شرکت‌های هواپیمایی و مقصدهای پروازی
| شرکت‌های هواپیمایی                   | مقصدهای پروازی              |
| ----------------------------------- | --------------------------- |
| آل نیپون ایرویز                     | اوساکا، هانه‌دا              |
| آل نیپون ایرویز اجرا توسط ANA Wings | اوساکا                      |
| فار ایسترن ایر ترنسپورت             | چارتر فصلی: تائویوان تایوان |
| Fuji Dream Airlines                 | صحرایی ناگویا               |
| خطوط هوایی ژاپن                     | فوکوئوکا، هانه‌دا            |